# 阿卜杜·巴塞特·希达
阿卜杜·巴塞特·希达 (1956年6月22日-) 是一名叙利亚库尔德人学者和政治人物。他是一名古东方文明和亚述学领域的专家，并发表了许多有关叙利亚库尔德人方面的著作。2012年6月10日，他接替伯翰·加利昂被选为叙利亚全国委员会主席。

## 生平
他生于叙东北部哈塞克省的Amuda。1991年取得了大马士革大学的哲学博士学位。1991年至1994年担任一所利比亚大学的教授。之后他流亡居住于瑞典。
2011年他作为一名独立活动家加入了叙利亚全国委员会，并成为一名执行委员。后来被选为委员会人权部门的负责人。2012年6月当选该组织的主席，任期为三个月。全国委员会将他描述为具备诚实与协调性，是一个能够团结委员会的人物，并且他对叙利亚的少数族裔具有吸引力。
他在当选后表示，他的主要任务是“壮大和改革”全国委员会，以让该组织更具有包容性和民主性；他说他要加强委员会与自由叙利亚军的合作与联系；他表示叙利亚最近发生的一系列屠杀事件是阿萨德政权正在垂死挣扎的表现，他呼吁当局官员勇于反抗暴政；他也呼吁联合国安理会依据联合国宪章第七章的内容通过一项允许使用武力的决议。
2012年7月28日，正当阿萨德部队空袭阿勒颇时，他呼吁阿拉伯国家的政府为反对派提供“能够阻止坦克和战斗机的武器。”他也表示，阿萨德应该为其犯下的大屠杀罪行接受审判，未来任何解决叙利亚局势的方案都不应包括向巴沙尔提供庇护的内容，他说“叙政府军在巴沙尔的授意下进行大屠杀，因此，巴沙尔是一名不折不扣的罪犯、应当受审，也门的例子绝不会在叙利亚重演”。

## 精选著作
- ———.  [The Kurdish Issue in Syria: Forgotten Chapters From an Ongoing Tragedy]. Uppsala. 2003. ISBN 916314171X.